# Mario Reiter
Pour les articles homonymes, voir Reiter.
Mario Reiter, né le 5 novembre 1970 à Rankweil, est un ancien skieur alpin autrichien.

## Palmarès

### Jeux olympiques
- Jeux olympiques d'hiver de 1998 à Nagano ( Japon) :
  -  Médaille d'or en Combiné

### Championnats du monde
- Championnats du monde de 1996 à Sierra Nevada ( Espagne) :
  -  Médaille d'argent en Slalom
- Championnats du monde de 1997 à Sestrières ( Italie) :
  -  Médaille de bronze en Combiné

### Coupe du monde
- Meilleur classement au Général : 8e en 1996.
- 3 succès en course (2 en Slalom géant, 1 en Slalom)

#### Saison par saison
- 1995 :
  - Slalom géant : 1 victoire (Furano ( Japon))
- 1996 :
  - Slalom : 1 victoire (Sestrières ( Italie))
- 1997 :
  - Slalom : 1 victoire (Kitzbühel ( Autriche))

### Arlberg-Kandahar
- Meilleur résultat : 22e place dans le slalom 1994 à Chamonix